# Emil Kellenberger
Emil Kellenberger (Walzenhausen, 3 aprile 1864 – Walzenhausen, 30 novembre 1943) è stato un tiratore a segno svizzero.

## Carriera
Partecipò ai Giochi della II Olimpiade di Parigi nel 1900 dove vinse due medaglie d'oro e una d'argento nelle gare di carabina militare.
Kellenberger prese parte diverse volte ai Campionati mondiali di tiro, vincendo in tutto venti medaglie.

## Palmarès
| Anno | Manifestazione | Sede         | Evento                                     | Risultato |
| ---- | -------------- | ------------ | ------------------------------------------ | --------- |
| 1899 | Mondiali       | L'Aia        | Carabina militare, 300 metri a squadre     | Oro       |
| 1899 | Mondiali       | L'Aia        | Carabina militare, 300 metri, in ginocchio | Argento   |
| 1899 | Mondiali       | L'Aia        | Carabina militare, 300 metri, 3 posizioni  | Argento   |
| 1900 | Olimpiadi      | Parigi       | Carabina militare a squadre                | Oro       |
| 1900 | Olimpiadi      | Parigi       | Carabina militare, 3 posizioni             | Oro       |
| 1900 | Olimpiadi      | Parigi       | Carabina militare, in ginocchio            | Argento   |
| 1900 | Mondiali       | Parigi       | Carabina militare a squadre                | Oro       |
| 1900 | Mondiali       | Parigi       | Carabina militare, 3 posizioni             | Oro       |
| 1900 | Mondiali       | Parigi       | Carabina militare, in ginocchio            | Argento   |
| 1901 | Mondiali       | Lucerna      | Carabina militare, 300 metri, proni        | Oro       |
| 1901 | Mondiali       | Lucerna      | Carabina militare, 300 metri, 3 posizioni  | Oro       |
| 1901 | Mondiali       | Lucerna      | Carabina militare, 300 metri, a squadre    | Oro       |
| 1901 | Mondiali       | Lucerna      | Carabina militare, 300 metri, in ginocchio | Argento   |
| 1902 | Mondiali       | Roma         | Carabina militare, 300 metri, in piedi     | Oro       |
| 1902 | Mondiali       | Roma         | Carabina militare, 300 metri, 3 posizioni  | Oro       |
| 1902 | Mondiali       | Roma         | Carabina militare, 300 metri, a squadre    | Oro       |
| 1902 | Mondiali       | Roma         | Carabina militare, 300 metri, in ginocchio | Argento   |
| 1903 | Mondiali       | Buenos Aires | Carabina militare, 300 metri, in ginocchio | Oro       |
| 1903 | Mondiali       | Buenos Aires | Carabina militare, 300 metri, 3 posizioni  | Oro       |
| 1903 | Mondiali       | Buenos Aires | Carabina militare, 300 metri, a squadre    | Oro       |
| 1903 | Mondiali       | Buenos Aires | Carabina militare, 300 metri, in piedi     | Argento   |
| 1903 | Mondiali       | Buenos Aires | Carabina militare, 300 metri, proni        | Argento   |
| 1922 | Mondiali       | Milano       | Carabina militare, 300 metri, 3 posizioni  | Oro       |